# Corispermum czernjaevii
Corispermum czernjaevii là loài thực vật có hoa thuộc họ Dền. Loài này được Klokov mô tả khoa học đầu tiên năm 1960.